# Robert Holland Murray
Robert Holland Murray est un artiste en arts visuels né le 15 décembre 1939 à Détroit au Michigan et décédé le 21 avril 2017 à Montréal au Québec.

## Biographie
Robert Holland Murray s'installe à Montréal à la suite des émeutes à Détroit en juillet 1967. Artiste en arts visuels, il pratique la sculpture et l'installation avec du bois, de la pierre, du métal et du textile. Il enseigne les arts visuels à l'Université Concordia à Montréal à partir de 1975 et y poursuit sa carrière pendant 30 ans. Il est la première personne noire à occuper un poste de professeur en arts visuels dans une université québécoise,.
En 1969, le Detroit Artists Market (en) invite l'artiste Charles McGee (en) à organiser une exposition. Afin d'accroître la visibilité des artistes noirs, McGee présente l'exposition Seven Black Artists, dont fait partie Robert Holland Murray. À la suite du succès de Seven Black Artists, première exposition du Detroit Artists Market à ne regrouper que des artistes noirs, McGee ouvre l'année suivante l'espace d'exposition Gallery 7,,.
En avril 1969, le photographe Gabor Szilasi réalise un des rares portraits de Robert Holland Murray jouant de la contrebasse chez lui à Westmount,. L'artiste en arts visuels avait également un intérêt pour la musique et avait travaillé pour Motown Records à Detroit. Le jazz et le rhythm and blues sont des références artistiques que valorise le commissaire David Elliott lors de la présentation des oeuvres de Robert Holland Murray regroupées à l'occasion de l'exposition Funk X2 (2007), en duo avec Oscar Varese, consacrée à James Brown.

## Collections
- Musée national des beaux-arts du Québec : sculpture The Altar (1982)[12]
- Banque d'art du Conseil des arts du Canada, 1984-1985[13]
- Banque d'art du Conseil des arts du Canada, 1987-1988[14]
- Galerie Leonard & Bina Ellen, Université Concordia : estampe Sit'n and Wait'n (1983), sculpture High Roller (1985)

- Detroit Institute of Art
- Université Concordia, Québec
- Art Gallery of Brant, Ontario
- Heritage House, Detroit, Michigan
- Robert H. Tannahill Collection, Detroit, Michigan
- Ministère de l'Immigration et des Communautés culturelles, Québec

## Expositions
- 1969 Seven Black Artists[15] (commissaire Charles McGee) avec Lester Johnson, Henri Umbaji King, Charles McGee, James Lee, James Strickland, Harold Neal, and Robert J. Stull. Detroit Artists Market, Detroit.
- 1977 American Black Art: Black Belt to Hill Country: the Known and the New avec Benny Andrews, Steve Ashby, Richmond Barthé, Romare Bearden, Bruce Brice, Bernie Casey, Nathaniel Choate, Paul Collins, John E. Dowell, Robert S. Duncanson, Reginald Gammon, Sam Gilliam, Russell T. Gordon, Ray Hamilton, David Hammons, Rufus Hinton, Jenelsie Holloway, Richard Hunt, Clémentine Hunter, Lester L. Johnson, Sargent Johnson, W. H. Johnson, Jacob Lawrence, Hughie Lee-Smith, Al Loving, Charles McGee, Allie McGhee, Richard Mayhew, Robert Merriweather, Keith Morrison, Archibald Motley, Inez Nathaniel, Leslie Payne, Elijah Pierce, Robert Reid (as Reed), Mahler Ryder, Betye Saar, William Edouard Scott, Charles Sebree, Henry O. Tanner, Wilson E. Thompson, Charles White, Walter J. Williams, Hale Woodruff, Joseph Yoakum. Battle Creek Art Center, Battle Creek, (9 janvier au 13 février)[15].
- 1983 Coups d'éclat avec David Elliott, Christiane Gauthier, Sylvie Guimond, Tom Hopkins et Susan Scott. Michel Tétreault Art contemporain, Montréal, (août au 18 septembre)[16],[17].
- 1983 Ecto-Endo. Optica, Montréal, (8 au 26 novembre)[18].
- 1985 Masks avec Russell T. Gordon. Maison de la culture Côte-des-Neiges, Montréal, (janvier - février)[19],[20].
- 1985 Murray MacDonald, R. Holland Murray : Recent Works avec Murray MacDonald. Galerie d'art Leonard et Bina Ellen, Concordia University, Montréal, (1 mai au 1 juin)[21],[22].
- 1986 Oeuvres avec Thomas Corriveau, Peter Krausz et Irene F. Whittome. Studio Blanc, Montréal, (23 avril au 31 mai).
- 1992 Une décennie de collection : Choix d'acquisitions récentes avec d'autres artistes. Galerie d'art Leonard et Bina Ellen, Concordia University, Montréal, (1 au 31 octobre)[23].
- 1995 Parallax(e). Oboro, Montréal, (20 mai au 18 juin).
- 1999 Oeuvres récentes dans le cadre du Mois de l'histoire des Noirs. Galerie Liane et Danny Taran du Centre des arts Saidye Bronfman, Montréal, (4 février au 7 mars)[24],[25].
- 2001 No Safety Zone. Foreman Art Gallery, Bishop's University, Lenoxville, (31 octobre au 9 décembre).
- 2007 FunkX2: Robert Holland Murray & Oscar Varese[26] (commissaire David Elliott). FOFA Gallery, Concordia University, Montréal, (15 janvier au 25 février).
- 2021 Unpacking / selected works. (commissaire David Elliott). Fondation Guido Molinari, Montréal, (3 février au 3 avril 2022)[27],[28].